# Valeur locative des locaux commerciaux
La valeur locative des locaux commerciaux est déterminée par le revenu qu'il est possible de retirer de la location d'un bien. Elle prend en compte le loyer proprement dit, mais aussi, le pas-de-porte. Le bail commercial étudié en cet article, concerne exclusivement celui qui a été conclu ou renouvelé depuis le 1er septembre 2014 répertorié sous Identifiant Européen de la Législation (European Legislation Identifier, ELI).  
La présente étude vise donc à analyser cette notion qui constitue la pierre angulaire du statut des baux commerciaux, tant en matière de révision du loyer que de renouvellement du bail. Les juridictions du fond disposent d'un pouvoir souverain pour fixer la valeur locative des locaux commerciaux en adoptant la méthode qui leur paraît la plus appropriée, en conséquence, la Cour de cassation se refuse à exercer un contrôle sur la définition de ladite valeur. Les juridictions doivent, au besoin d’office, rechercher si le loyer du bail renouvelé (au bénéfice du preneur) correspond à la valeur locative.
Le terme est surtout utilisé pour les immeubles (terrains ou bâtiments) qui sont souvent l’objet de location. Ainsi que le souligne le professeur Monéger « il n'y pas une, mais des valeurs locatives ».   
Depuis le 1er janvier 2020, en matière civile, le recours à un Avocat est obligatoire pour l'ensemble des questions relatives aux baux commerciaux (de même pour les contestations relatives à la fixation du prix du bail révisé ou renouvelé).   

## Incipit

### Valeur locative commerciale
Il n’existe pas de définition légale de la valeur locative dans le Code de commerce, mais plutôt des principes d’appréciation. 
En matière de bail commercial, la valeur locative détermine le montant du loyer, et s'il est vrai que, lors de la conclusion du bail ce sont les règles de la loi de l'offre et de la demande qui prévalent, lors du renouvellement, soit au bout de 9 années, la règle du plafonnement s'applique avec un retour à la valeur locative. En effet, la valeur locative légale, définie par le statut des baux commerciaux, est une valeur locative statutaire, et non de marché ; elle deviendra de fait une valeur locative judiciaire lors de la fixation par le Tribunal Judiciaire.

### Valeur locative cadastrale
Cette notion est à distinguer de la valeur locative cadastrale. Dans le contexte de la fiscalité municipale, la valeur locative est la base sur laquelle sont calculées la taxe foncière, la taxe d'habitation et l'ancienne taxe professionnelle en France.

## Détermination du loyer de renouvellement
Le code de commerce ne donne pas de définition précise de la valeur locative ce qui amène à distinguer :
- les critères intrinsèques : caractéristiques des lieux loués, destination contractuelle, obligations respectives des parties ;
- les critères extrinsèques : facteurs locaux de commercialité, prix couramment pratiqués dans le voisinage[note 3],[4].

À défaut d'accord entre les parties, cette valeur locative est déterminée d'après :
- les caractéristiques du local considéré ;
- la destination des lieux ;
- les obligations respectives des parties ;
- les facteurs locaux de commercialité ;
- les prix couramment pratiqués dans le voisinage[5].

La modification invoquée doit être notable, c'est-à-dire suffisamment importante ; ce caractère relevant de l'appréciation souveraine des juges du fond, qui peuvent retenir des éléments joints.

### Critères intrinsèques

#### Caractéristiques du local et améliorations

##### Critères de distinction
Ni l’article R145-3, ni l’article R145-8 du code de commerce ne définissent les travaux qui modifient les caractéristiques ou qui constituent des améliorations.

##### Principe de prévalence
La Cour de cassation considère que cette qualification appartient aux juges du fond mais elle fait prévaloir le régime des améliorations de l’article R.145-8 du Code de commerce. 
Il s’agit de l'application du principe de prévalence qui consiste, comme le terme l'exprime, à faire prévaloir le régime des améliorations lorsque les travaux ont tout à la fois modifié les caractéristiques des locaux et amélioré l'utilisation commerciale du fonds.
Cependant, il se peut que des travaux du locataire modifient les caractéristiques des locaux loués, tout en leur apportant une amélioration. Ex : l’agrandissement de la cuisine d’un restaurant par emprise sur la cour et la création d’une nouvelle salle ouverte au public. Le critère de distinction pourrait être celui de l’importance des surfaces respectivement affectées à la réception du public ; ce qui prend en compte certains travaux qui ne concernent pas les caractéristiques des locaux (et sont donc des améliorations) ex : suppression de cloisons, réunion de locaux….Il y a modification de la superficie mais pas de l’assiette ! Dans ces hypothèses, certains arrêts font un choix qui se porte sur les caractéristiques et ce malgré le principe supra… Toutefois, le principe de prévalence demeure la règle.
La jurisprudence définit cette notion par exclusion de celle de caractéristiques ; ainsi :
- est une amélioration ce qui n’est pas une caractéristique ;
- toute extension d’assiette est exclusive de la notion d’amélioration et entraîne un déplafonnement immédiat

A titre d'exemples 
- Il est donc important lors du premier renouvellement suivant l'exécution de travaux de s'interroger tant sur leur qualification que sur leur financement et en cas de doute, il est préférable de les invoquer à l'expiration du bail au cours duquel ils ont été réalisés afin d'éviter que ce motif soit déclaré irrecevable lors du second renouvellement[note 5].
- La cour d’appel a relevé qu’au vu des pièces produites par la locataire, les travaux d’aménagement des lieux avaient été effectués à la suite de la cession du droit au bail intervenue le 21 février 1991 et avant le renouvellement du bail conclu le 25 novembre 1991. Elle a déduit, à bon droit, de ce seul motif, que ces améliorations devaient être prises en compte dans le prix du bail renouvelé à compter du 1er août 2004, soit lors du second renouvellement suivant leur réalisation[Jurisprudences 2].

##### Règles relatives à l'accession

###### Accession en fin de bail
Les travaux d'amélioration financés par le preneur deviennent par l'effet de l'accession, la propriété du bailleur lors du premier renouvellement qui suit leur réalisation, ceux-ci se valorisent à l'occasion du second renouvellement suivant leur exécution et sont susceptibles, en l'absence de clause d'accession, d'entraîner un déplafonnement du loyer.

###### Accession en fin de jouissance
Cette clause d'accession en fin de jouissance bloque le processus des articles R145-3 et R145-8 du code de commerce puisque l’accession se fera en fin de jouissance c’est-à-dire au dernier des renouvellements et conduira ainsi à bloquer la valorisation du loyer renouvelé.
Cette clause produit le même effet pour un bail de terrain nu sur lequel ont été édifiées des constructions et pour lequel le loyer de renouvellement ne pourra être fixé qu’en considération de la valeur de terrain nu.

#### Obligations respectives des parties

##### Obligations contractuelles
Il ne s'agit pas de prendre en compte toutes les obligations contractuelles mais de retenir celles qui s'analyseront en une restriction sur la jouissance des lieux ou en une modification du niveau de transfert des charges et obligations.

###### Fixation amiable du loyer en cours de bail
La fixation conventionnelle du loyer librement intervenue entre les parties emporte renonciation à la procédure de révision judiciaire du loyer et constitue ainsi une modification notable des obligations respectives des parties intervenue en cours de bail dans des conditions étrangères à la loi et justifie, à elle seule, le déplafonnement du loyer avec retour à la valeur locative.

###### Prise en compte du prix fixé à l'origine
En application de l'article R145-8 du code de commerce, l’un des motifs de déplafonnement peut être lié aux conditions particulières dans lesquelles le loyer a été originairement fixé, et leurs disparitions lors du renouvellement. C’est la disparition de la cause qui avait justifié le rabais du loyer initial qui permet la mise en œuvre de cette recherche, mais si la cause n’a pas disparu, le plafonnement du loyer subsiste.
Le bailleur doit établir trois conditions cumulatives :
1. que le loyer initial, qu’il s’agisse de celui conclu lors de l’entrée dans les lieux ou lors du dernier renouvellement, a été fixé très en dessous de la valeur locative…et pas seulement à un montant faible
2. qu’il y a une circonstance exceptionnelle ou particulière ayant justifié cette sous-évaluation (circonstances précises qui l’expliquent et qui, par hypothèse, ne se retrouveraient pas au stade du renouvellement)
3. qu’il y a disparition ou modification de ces circonstances au moment du renouvellement

A titre d'exemples
- La jurisprudence exclut la méconnaissance ou l’inexpérience du bailleur ;
- Le fait d’invoquer des liens d’amitié avec le preneur ne suffit pas, il faut des éléments probants ;
- Ni l'anticipation du renouvellement, ni la fixation consensuelle du loyer, différente de la valeur locative, en raison d'une "transaction" dans laquelle un déplafonnement avait été accepté par les deux parties, ne constituent une modalité particulière de fixation du prix[Jurisprudences 5] ;
- La preuve de la modicité du loyer du bail d’origine consenti par le bailleur, lui incombe[Jurisprudences 6] ;
- La vente de l’immeuble à un tiers, étranger aux liens familiaux existant entre les parties à l’origine, ne constitue pas une modification des obligations respectives des parties au contrat de bail, justifiant un déplafonnement du loyer ;
- Les modalités particulières de fixation du loyer au premier renouvellement tenant compte de l’engagement du preneur de réaliser d’importants travaux par la fixation du loyer d’origine à un prix notablement inférieur à la valeur locative, constitue une cause de minoration laquelle a, ipso facto, disparu lors du second renouvellement ce qui conduit la fixation du nouveau loyer à la valeur locative[Jurisprudences 7].

##### Obligations légales

###### Taxe foncière
L’expert judiciaire, en charge de détermination de la valeur locative, a l’obligation de relever, dans les baux retenus à titre d’éléments de référence, que la taxe foncière est (ou n’est pas) également supportée par les locataires.
La taxe foncière, dont le paiement incombe normalement au bailleur et qui a été mise à la charge du preneur, constitue un facteur de diminution de la valeur locative qui conduit à déduire le montant de l’impôt foncier de ladite valeur. Il s’agit en l’espèce de l’application des dispositions de l’article R145-8 du code de commerce qui vise les obligations imposées au locataire au-delà de celles qui découlent de la loi ou des usages,.
La question se pose de la même manière sur la hausse de la taxe foncière découlant du changement d'affectation des lieux (terrain nu loué à usage de camping ou de port à terre, cave utilisée pour une activité professionnelle...) ; en effet, l'article 1406 du code général des impôts prévoit que les constructions nouvelles, les changements de consistance et les changements d'affectation doivent être portés à la connaissance de l'administration par les propriétaires, dans les quatre-vingt-dix jours de leur réalisation définitive. L'imprimé no 6660 (CERFA no 12161) concerne tous les biens ordinaires - autres que les locaux d'habitation ou à usage professionnel et les établissements industriels - situés indifféremment dans une construction individuelle ou dans un immeuble collectif. Il s'agit essentiellement :
- des locaux commerciaux (boutiques, magasins, etc.) ou artisanaux (petits ateliers, échoppes, etc.) ;
- des locaux administratifs (bureaux, etc.) occupés par des administrations, des organismes publics ou privés, des entreprises ou sociétés, etc ;
- des locaux ou des biens utilisés par des associations, des œuvres, des collectivités à caractère désintéressé, des clubs privés, etc.

### Critères extrinsèques

#### Facteurs locaux de commercialité
Les facteurs locaux de commercialité dépendent principalement de l'intérêt que présente, pour le commerce considéré, l'importance de la ville, du quartier ou de la rue où il est situé, du lieu de son implantation, de la répartition des diverses activités dans le voisinage, des moyens de transport, de l'attrait particulier ou des sujétions que peut présenter l'emplacement pour l'activité considérée et des modifications que ces éléments subissent d'une manière durable ou provisoire.
La célèbre définition de Bruno Boccara « aptitude plus ou moins grande d'un secteur à permettre aux commerçants qui y sont installés, en bénéficiant d'une destination adéquate, de réaliser des profits sur le seul fondement des qualités propres de ce secteur, abstraction faite de l'aptitude des exploitants » permet encore de nos jours de définir les contours factuels et juridiques de cette notion complexe ».
Il appartient bien évidemment au bailleur qui invoque une modification de la commercialité d'en rapporter la preuve, Il devra démontrer :
1. que les facteurs locaux de commercialité ont été modifiés notablement en cours du bail à renouveler ;
2. ou qu’ils l’aient été dans la zone de chalandise où est installé le local donné en location ;
3. ou qu’ils aient eu une incidence favorable sur le commerce considéré.

##### Zone de chalandise
Par une jurisprudence constante, les juridictions limitent la zone de chalandise au secteur immédiat des locaux loués soit, dans un rayon d'environ 300 à 400 mètres.

##### Intérêt pour le commerce considéré
La valeur locative ne se limite pas à une estimation objective du loyer d’un local : elle constitue un élément essentiel pour apprécier l’équilibre économique d’un commerce donné. En effet, le montant du loyer influe directement sur la rentabilité de l’activité exercée, notamment dans les secteurs où les marges commerciales sont réduites ou fortement dépendantes de l’emplacement.

##### Notabilité de la modification
La notion de notable est définie par la jurisprudence sous la forme de deux critères cumulatifs :
- l’un objectif : il faut qu’un véritable changement se soit opéré et pas seulement une appréciation différente d’éléments restés inchangés
- l’autre subjectif : la modification doit présenter un intérêt pour le commerce exploité et les juges du fond procèdent par une appréciation in concreto; c’est le critère d’identification essentiel du caractère notable de la modification mais il reste difficile à appréhender en raison de son aspect factuel « il n’était pas établi que les modifications des facteurs locaux de commercialité observées sur d’autres secteurs aient affecté le commerce de boulangerie- pâtisserie dont la zone de chalandise est étroite »[Jurisprudences 11].

#### Prix couramment pratiqués dans le voisinage
Cet élément extrinsèque n'est pas utilisé comme un critère permettant le déplafonnement proprement dit mais comme une référence pour la détermination du calcul de la valeur locative. En d'autres termes, il n’est pas pris en considération pour apprécier l’existence d’une modification, du moins en tant que facteur propre. En effet, la valeur locative en renouvellement de bail est recherchée en rapprochant les prix couramment pratiqués dans le voisinage au sens de l'article L.145-33 du Code de commerce en termes de :
- prix de marché afférents à des implantations nouvelles, souvent identifiés à partir de transactions récentes, d’enquêtes professionnelles ou de données consolidées disponibles via certains services spécialisés en ligne ;
- accords amiables en renouvellement de baux, lorsqu’ils sont accessibles et renseignés par des acteurs du marché ou recensés dans des bases partagées entre praticiens ;
- fixations judiciaires de loyers, dont l’analyse jurisprudentielle permet d’identifier les tendances retenues par les juridictions dans des cas comparables.

La méthode de décapitalisation du droit au bail pour obtenir une valeur locative de marché reconstituée est encore très contestée par la jurisprudence et la doctrine. Le principe étant toujours que c'est souverainement que les juges du fond fixent la valeur locative en adoptant le mode de calcul qui leur paraît le meilleur.

### Principes techniques

#### Pondération
Il est utile d’effectuer une pondération des surfaces la plus objective, la plus juste et la plus approfondie par un souci d’homogénéité et d’objectivité, ce qui permet d’obtenir la valeur locative de marché la plus incontestable. Les coefficients indiqués sont le plus souvent pratiqués mais sont susceptibles d’ajustement pour tenir compte des caractéristiques propres à chaque local.
Il est d'usage pour les boutiques de pondérer la surface réelle en fonction de la nature des différentes parties des locaux et de leur utilisation en tenant compte des recommandations rappelées dans la charte de l'expertise immobilière (4e édition 2012) et qui constituent les références adoptées de façon usuelle tant par l'ensemble des professionnels de l'immobilier commercial que par les instances judiciaires dans le cadre de la fixation de la valeur locative des baux commerciaux.
il faut d'abord distinguer selon la nature des locaux :
- boutiques ;
- grandes surfaces commerciales entre 400 m2 et 5.000 m2 ;
- bureaux pour lesquels il n'y a pas de pondération ;
- logements : on retiendra une valeur locative aux prix de marché de locaux de même nature (habitation...).

Si l'on considère les différentes parties d'un local commercial, on peut convenir que toutes n'ont pas la même utilité commerciale dans la mesure où elles ne concourent pas à l'activité des locaux avec la même efficacité.

##### Tableau de pondération pour les boutiques
| DESIGNATION                                                                                  | Coefficient |
| Arrière-boutique et annexes : selon l’éclairement et l’agencement, la réception de clientèle | 0.40 à 0.50 |
| Arrière-magasin avec ouverture sur l’extérieur                                               | 0.66        |
| Arrière-magasin sans ouverture sur l’extérieur                                               | 0.50        |
| Atelier                                                                                      | 1.00        |
| Boutique : 1re zone sur 5 mètres de profondeur à partir de la façade - de 1 à 5 mètres       | 1,00        |
| Boutique : 2e zone de 5 à 10 mètres                                                          | 0,70 à 0.80 |
| Boutique : 3e zone de 10 à 15 mètres                                                         | 0.50 à 0,66 |
| Boutique : zone d’angle sur 5 mètres de côté (triangle isocèle)                              | 1.10 à 1.20 |
| Bureau                                                                                       | 0.80        |

La pondération est un instrument de mesure qui doit permettre de réaliser des corrections visant à comparer des locaux de taille et de configuration différentes, puis de ramener le loyer dans des termes de comparaison à un prix unitaire ; pour être fiable, cet outil, doit respecter deux conditions :
- la pondération doit être immobilière et non pas déterminée en fonction de l’activité ; la référence doit pouvoir concerner n’importe quel usage commercial
- les coefficients doivent être choisis en fonction de l’utilité de chaque partie du local

La bienveillante Cour de cassation, par une jurisprudence constante, décide que la pondération est une question de fait relevant de l'appréciation des juges du fond.
Donc, il est utile d’effectuer une pondération des surfaces la plus objective, la plus juste et la plus approfondie par un souci d’homogénéité et d’objectivité, ce qui permet d’obtenir la valeur locative de marché la plus incontestable. Les coefficients indiqués sont le plus souvent pratiqués mais sont susceptibles d’ajustement pour tenir compte des caractéristiques propres à chaque local.
Pour les restaurants, on peut pondérer ainsi :
- terrasse couverte (0,35 à 0,65)
- terrasse fermée (1)
- terrasse en plein air (0,20 à 0,50)

#### Facteurs de minoration ou de majoration
Certes, lors de la conclusion du bail, des modalités particulières de fixation du loyer au premier renouvellement tenant compte de l'engagement du preneur de réaliser d'importants travaux, avaient été consenties, il n'en demeure pas moins que cette cause de minoration du loyer a disparu lors du second renouvellement, ce qui entraîne de facto la fixation du loyer à la valeur locative.
La taxe foncière, dont le paiement incombe normalement au bailleur mais ayant été mise, par le bail et selon l'usage en cette matière, à la charge du preneur, constitue un facteur de diminution de la valeur locative.
Par ailleurs, la jurisprudence reconnaît que certains avantages consentis au preneur lors de la conclusion du bail (comme une sous-évaluation notable du loyer d’origine) peuvent, en disparaissant, justifier un ajustement du loyer à la valeur locative réelle lors du renouvellement.

#### Taux d'effort
En matière immobilière, le taux d'effort est le rapport entre le loyer que verse un établissement pour un immeuble et le chiffre d'affaires dudit établissement. En effet, pour assurer la rentabilité d'un commerce, il existe un ratio loyer/chiffre d'affaires à ne pas dépasser, appelé taux d'effort, qui varie selon l'activité, et au-delà duquel il sera fortement difficile d'être rentable. Comme le rappelle le CBRE « le taux d’effort est le ratio entre le loyer, charges comprises, rapporté au chiffre d’affaires d’un magasin. Il détermine la rentabilité d’une boutique et indirectement sa pérennité ».
A titre d'exemples
- 5 à 9 % du chiffre d'affaires pour les restaurants ;
- 4 à 5 % du chiffre d'affaires pour les boulangeries ;
- 7 % du chiffre d'affaires pour les cliniques[Jurisprudences 15] ;
- 25% du chiffre d'affaires pour les hôtels : ce taux se justifie pour les établissements de chaque catégorie lorsque l'exploitant ne met à la disposition des clients qu'un minimum de services collectifs ;
- 4 à 5% du chiffre d'affaires en matière de grande surface alimentaire[note 15].

### Principes juridiques

#### Le principe du lissage
Aux termes de l'article L145-34 alinéa 4 du code de commerce, « la variation de loyer qui découle [du déplafonnement] ne peut conduire à des augmentations supérieures, pour une année, à 10 % du loyer acquitté au cours de l'année précédente. »
La Cour de cassation a rendu sur cette question un avis remarquable et dont le dispositif est le suivant : « L'étalement de l'augmentation du loyer déplafonné prévu par le dernier alinéa de l'article L. 145-34 du code de commerce s'opère chaque année par une majoration non modulable de 10 % du loyer de l'année précédente. Il n'entre pas dans l'office du juge des loyers commerciaux, mais dans celui des parties, d'arrêter l'échéancier des loyers qui seront exigibles durant la période au cours de laquelle s'applique l'étalement de la hausse du loyer instauré par ce texte. »
A titre d'exemple, pour un loyer annuel de 15.000 euros dont la valeur locative a été portée, après expertise judiciaire, à un montant de 25.000 euros, le calcul sera fait selon le tableau ci-après :

##### Tableau d'application du principe du lissage
| Année | Loyer de référence | Lissage à 10 % | Loyer à acquitter |
| ----- | ------------------ | -------------- | ----------------- |
| N     | 15.000             | 1.500          | 16.500            |
| N+1   | 16.500             | 1.650          | 18.150            |
| N+2   | 18.150             | 1.815          | 19.965            |
| N+3   | 19.965             | 1.996          | 21.961            |
| N+4   | 21.961             | 2.196          | 24.157            |
| N+5   | 24.157             | 843            | 25.000            |

#### Exception au principe et question posée sur la constitutionnalité du dernier alinéa de l'article L.145-34 du code de commerce
Toutefois, ledit principe du lissage est remis en question par un arrêt du 6 février 2020 ; en effet, la question est de nouveau posée sur la constitutionnalité du dernier alinéa de l'article L145-34 du code de commerce, dans sa rédaction issue de la loi du 18 juin 2014.
Il a été décidé que ces dispositions, qui prévoient que le déplafonnement du loyer, en cas de modification notable des éléments mentionnés aux 1° à 4° de l'article L145-33 du code de commerce ou s'il est fait exception aux règles de plafonnement par suite d'une clause du contrat relative à la durée du bail, ne peut conduire à des augmentations supérieures, pour une année, à 10 % du loyer acquitté au cours de l'année précédente, sont susceptibles de porter une atteinte disproportionnée au droit de propriété du bailleur : « En conséquence, il y a lieu de renvoyer au Conseil constitutionnel la partie de la seconde question qui porte sur la constitutionnalité du dernier alinéa de l'article L. 145-34 du code de commerce au regard du droit de propriété ».

#### Les exceptions
Ledit principe ne s'applique pas aux baux des locaux monovalents, des locaux à usage exclusif de bureau et des terrains nus qui obéissent à un régime autonome de fixation de loyer.

#### Autorité de la chose jugée
L'autorité de la chose jugée ne peut être opposée lorsque des événements postérieurs sont venus modifier la situation antérieurement reconnue en justice.
A titre d'exemple
- La clause 8 du bail qui met à la charge du preneur les travaux de mise en conformité des locaux constitue un transfert de charge sur le preneur à raison de la multiplication, ces dernières années, des normes de sécurité applicables aux établissements recevant du public, de sorte que cette situation constitue un élément nouveau depuis le jugement du 6 avril 2006 qui avait constaté l'absence de clause exorbitante de droit commun pouvant avoir une incidence sur la valeur locative[Jurisprudences 18].

## Détermination du loyer de révision

### Principes juridiques
Aux termes de l'article L145-38 alinéa 3 du code de commerce : « Par dérogation aux dispositions de l'article L. 145-33, et à moins que ne soit rapportée la preuve d'une modification matérielle des facteurs locaux de commercialité ayant entraîné par elle-même une variation de plus de 10 % de la valeur locative, la majoration ou la diminution de loyer consécutive à une révision triennale ne peut excéder la variation de l'indice trimestriel des loyers commerciaux ou de l'indice trimestriel des loyers des activités tertiaires mentionnés aux premier et deuxième alinéas de l'article L. 112-2 du code monétaire et financier, intervenue depuis la dernière fixation amiable ou judiciaire du loyer. Dans le cas où cette preuve est rapportée, la variation de loyer qui en découle ne peut conduire à des augmentations supérieures, pour une année, à 10 % du loyer acquitté au cours de l'année précédente. »
Le déplafonnement du loyer à l’occasion de l’exercice par le bailleur de sa faculté de révision triennale est subordonné à la double condition que les facteurs locaux de commercialité aient été modifiés depuis la précédente fixation amiable ou judiciaire et que cette modification ait entraîné par elle-même une variation de la valeur locative de plus de 10 % depuis cette date.
La période de référence à prendre en compte pour apprécier une modification matérielle des facteurs locaux de commercialité est celle comprise entre le point de départ du bail renouvelé, et la demande de révision.
Le terme « matérialité » exclut de prendre en considération les phénomènes naturels qui ne trouvent pas leur origine dans un changement concret des éléments constituant la commercialité de l’emplacement.

### Différences entre la situation de révision et celle de renouvellement
Sur le lissage de la valeur locative en matière de révision, les principes sont :
- le texte étant d'ordre public, aucune dérogation n'est possible et toute clause contraire sera réputée non écrite ;
- le lissage s'applique à tous les locaux.

## Expertise
La seule variation, fût-elle importante, entre les montants retenus par les diverses évaluations ne constitue pas en soi une erreur grossière, de nature à permettre d'écarter les conclusions du rapport de l'expert choisi et désigné par les parties qui avaient convenu de s'y soumettre.
La demande judiciaire en désignation d'un expert pour la détermination du montant de la valeur locative, doit contenir les demandes suivantes :
- convoquer les parties, et, sous l'égide du principe du contradictoire, se faire communiquer tous documents et pièces nécessaires à l'accomplissement de sa mission, visiter les locaux litigieux, les décrire, entendre les parties en leurs dires et explications,
- rechercher la valeur locative des lieux loués au regard des articles L145-33 et R145-3 à R145-4 du code de commerce, en retenant tant les valeurs de marché que les valeurs fixées judiciairement et les loyers en renouvellement

### Mission
Lorsqu'il intervient en qualité d'expert judiciaire, l'expert ne doit se prononcer que sur les questions attachées à la valeur (chiffre) et ne peut donc limiter son rapport expertal en indiquant ne pas être : "en mesure de dire s'il y a eu modification notable des éléments de valeur locative au regard des facteurs locaux de commercialité à la hausse ou à la baisse ».
Il appartient à l'expert, professionnel objectif et impartial, de rechercher de préférence des éléments équivalents, c'est-à-dire des locaux à la fois situés dans des zones de commercialité comparable, mais aussi exerçant des activités similaires, et dont la date d'effet est la plus proche de celle du local expertisé. En toutes hypothèses, dans une telle situation et si le sapiteur n'est pas en mesure de valoriser, il appartient alors à la juridiction de statuer sur la valeur locative, et ce, par stricte application de l'article 4 du code civil : "Le juge qui refusera de juger, sous prétexte du silence, de l'obscurité ou de l'insuffisance de la loi, pourra être poursuivi comme coupable de déni de justice".

### Respect du contradictoire
L'expert qui a communiqué son chiffrage provisoire et réclamé un dire récapitulatif qu'il avait reçu des deux parties qui avaient pu répondre à la méthode de calcul proposée et faire valoir leurs observations, ne viole pas le principe du contradictoire malgré l'absence de dépôt d'un pré-rapport. L'expert judiciaire, en référence à une grille publiée sous l'égide de la Royal Institution of Chartered Surveyors, va appliquer un coefficient de pondération en distinguant les différentes zones des surfaces.

## Situations particulières

### Bureaux
L'article R. 145-11 du Code de commerce écarte du plafonnement les locaux « à usage exclusif de bureaux », et prévoit que le prix du bail sera fixé « par référence aux prix pratiqués pour des locaux équivalents ».

### Centres commerciaux
Le centre commercial représente une unité autonome dans le marché et il évolue en fonction de facteurs intrinsèques, notamment en matière de références locatives. Une autre méthode consiste à comparer les prix des cessions de droit au bail et de ramener sur un prix au m² de la surface occupée.

### Terrains nus
Le loyer commercial des terrains est fixé en considération de ceux des éléments qui leur sont particuliers, eu égard à la nature et aux modalités de l'exploitation effectivement autorisée.
L'évaluation est basée sur le revenu que ce terrain loué procure au propriétaire. Il faut distinguer selon que le terrain a été loué nu ou aménagé.
Ainsi, pour un terrain de camping, qui doit être considéré comme un terrain à usage commercial et non comme un terrain à bâtir, même quand il est classé dans une zone constructible, l'évaluation se fait à la date de l'analyse et en fonction de l'utilisation réelle à cette date.

### Monovalence
Le prix du bail des locaux construits en vue d'une seule utilisation peut être déterminé selon les usages observés dans la branche d'activité considérée. Le texte est clair sur l'existence de "locaux construits" ce qui exclut les terrains nus ne portant aucun bâti.
Il s'agit d'un régime spécial qui déroge au régime général de l'article L145-33 du code de commerce. L'une des caractéristiques de ce régime est l'application du principe de prévalence, malgré le principe de la hiérarchie des normes, lors de situation où les causes de déplafonnement sont multiples (dépassement de 12 années...).
Toutefois, il n'appartient pas à la juridiction de retenir la monovalence lorsque les parties ne formulent pas cette qualification dans leur demande ; telle est la jurisprudence de la cour de cassation « En statuant ainsi, alors que les parties n'avait pas invoqué la monovalence des locaux et n'avait pas demandé la fixation du loyer en application de l'article R. 145-10 du code de commerce, la cour d'appel a violé le texte susvisé. ».

#### Critères de détermination d'un local monovalent
La configuration des lieux permet aux deux activités (hôtel et restaurant) d’être exploitées séparément, tant matériellement qu’économiquement, puisqu’elles bénéficient d’entrées indépendantes. De plus l’hôtel et les deux restaurants ont des dates d’ouverture, des horaires, des accès et des clientèles différentes et génèrent des chiffres d’affaires distincts, lesdits locaux présentent donc un caractère polyvalent.

#### Activités

##### Cinémas
Les cinémas (établissement de spectacles cinématographiques au sens de l'article L. 212-2 du code du cinéma et de l'image animée) sont des locaux monovalents dont le loyer de renouvellement est déterminé selon les seuls usages observés dans la branche d'activité considérée.

##### Cliniques
On utilise plusieurs méthodes que l'on regroupe en une moyenne :
- au m2 en comparant sur d'autres établissements
- au lit
- au taux d'effort en se fondant non sur les recettes mais sur la capacité bénéficiaire

##### Établissements d'hébergement pour personnes âgées dépendantes (Ehpad)
Les établissements d'hébergement pour personnes âgées dépendantes (Ehpad) sont des locaux monovalents au sens de l'article R145-10 du code de commerce. La méthode hôtelière est celle qui sera mise en œuvre. il n'y a donc pas de considération des performances effectives de l'exploitant puisqu'on applique un taux de prélèvement immobilier à une recette globale hébergement praticable hors taxe.

##### Hôtels et résidences de tourisme
Le hôtels et les résidences de tourismes sont des locaux dits monovalents en application de l'article L.145-36 du Code de commerce, c'est-à-dire que leur usage ne peut être modifié sans des travaux importants. Le loyer du bail renouvelé de locaux construits en vue d’une seule utilisation échappe à la règle du plafonnement.

##### Maisons de retraite
On applique la méthode hôtelière avec un retraitement des données en considération des pratiques tarifaires dues à l'encadrement administratif. De même le taux sur recettes devra être ajusté eu égard aux obligations de mise aux normes spécifiques à cette activité.

##### Résidence étudiante
Il résulte des dispositions fiscales, notamment celles de l'article 261 D 4º du code général des impôts et de la définition que les services des impôts donnent de l'activité para-hôtelière, que l'éligibilité à l'exonération de TVA prévue par cet article, suppose que les établissements s'en réclamant offrent, en sus de l'hébergement, au moins trois des quatre services que sont : le petit déjeuner, le nettoyage de locaux de manière régulière, la fourniture de linge de maison et un service de réception non personnalisé de la clientèle, ce qui constituent des prestations très minimes par comparaison à celle d'un hôtel de tourisme et induit des charges de personnel bien moindres.
A titre d'exemples :
- les usages professionnels observés dans la branche d'activité de l'hôtellerie n'ont pas à s'appliquer à l'activité d'exploitation[note 19] de résidence étudiante[note 20],[Jurisprudences 26].

##### Théâtres
Les théâtres, considérés comme des locaux monovalents lorsqu’ils sont construits pour un usage exclusif de spectacle vivant, relèvent d’un régime spécifique de fixation du loyer, notamment en matière de renouvellement du bail. La jurisprudence reconnaît leur caractère monovalent en raison des aménagements techniques lourds et des contraintes d’exploitation propres à cette activité (scène, gradins, machinerie, acoustique, etc.).
Il existe plusieurs méthodes :
- par la jauge
- au fauteuil

#### Méthodes d'évaluation

##### Méthode hôtelière
La "méthode hôtelière" a été refondue par la Compagnie des experts en immobilier commercial et d’entreprise (CEICE)[réf. souhaitée]. Cette nouvelle méthode consiste à retenir un pourcentage variant selon la catégorie de l’hôtel concerné, qui est appliqué à la recette théorique annuelle affectée d’un coefficient d’occupation et d’un certain nombre d’abattements : TVA, taux d'occupation, pourcentage accordés aux OTA (Online Travel Agencies) et clauses exorbitantes de droit commun.

###### Chiffre d'affaires théorique
Exit la méthode des prix affichés ; en effet, pour le calcul de la valeur hôtelière, il convient de calculer la recette annuelle théorique maximale qui correspond aux prix praticables de sources statistiques (hors recettes annexes, et taxe de séjour), multipliée par le nombre de chambres, et nombre de jours d’ouverture.

###### Taux d'occupation
Ce chiffre d’affaires se voit appliquer un taux d’occupation qui varie de 50% à 70% suivant la localisation et le type d’hôtel. Il s’agit ici de retenir dans la mesure du possible le coefficient effectif de fréquentation de l’hôtel : toutefois, le bailleur n’étant pas « l’associé » du locataire, si la faible fréquentation de l’hôtel résulte d’une mauvaise exploitation, l’on doit s’attacher à retenir un coefficient théorique d’occupation en considération des caractéristiques de l’hôtel (catégories, situation géographique)
On applique ensuite la commission des Online Travel Agencies (OTA) comme Expedia ou Booking laquelle varie entre 11% et 25% selon le type d’établissement et notamment sa taille.
On applique ensuite sur ce chiffre d’affaires théorique un taux de recettes autrement appelé taux d'effort.

###### Taux d'effort
Le taux d'effort dépend du type de résidence et de l’activité qui y est menée :
- 21 à 25 % : hôtels 0 étoile et 1 et 2 étoiles ;
- 18 à 21 % : hôtels équivalents à 1 ou 2 étoiles banalement placés, avec prestations annexes modérées ;
- 15 à 18 % : hôtels 3 et 4 étoiles en centre-ville ou en périphérie ;
- 12 à 15 % : hôtel 5 étoiles.

En matière de résidences hôtelières, ces taux sont généralement compris entre 25 et 35 %.

##### Méthode RevPar
Le terme RevPar signifie ReVenue Per Available Room et constitue la recette moyenne par chambre disponible. Il se calcule de la façon suivante : chiffre d'affaires hébergement HT divisé par le nombre de chambres construites.

##### Méthode Gop
Le terme Gop vient de l'expression Gross operating profit et peut être comparé au résultat brut d'exploitation après réintégration de certains postes de charges fixes : loyer, impôt foncier, taxe professionnelle, assurance de l'immeuble, amortissements. Le principe étant qu'une partie de ce Gop revienne au bailleur en contrepartie de la jouissance des locaux, pourcentage étant variable en fonction de la catégorie de l'hôtel.